# Václav Švejcar

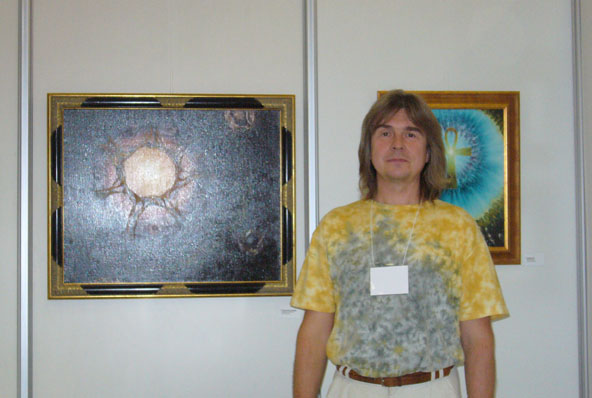
Václav Švejcar 2006

Václav Švejcar (Písek, 12 juli 1962) is een Tsjechische schilder van meditatieve beelden. Alhoewel hij autodidact is, behoort hij tot de bekendste kunstenaars van Tsjechië.

## Biografie
Hij leerde de stiel van een scheepvaartmechanicus, deed een abituriëntenexamen in een middelbare school met richting machine-industrie in Strakonice (1983) en studeerde af in de machine-industrie aan de faculteit van de Technische hogeschool in Praag (1990).
Tijdens zijn werk als zeekapitein in 1991 kreeg hij voor de kust van Liberia bij Afrika acute blindedarmontsteking en maakte hij een klinische dood door. Dat veranderde zijn levensconcept en zienswijze grondig. Hij begon om zijn ervaring beeld te geven meditatieve schilderijen te maken, verliet nog hetzelfde jaar zijn beroep als kapitein en wijdde zich helemaal aan het schilderen. Hij heeft daarbij de bedoeling aan de toeschouwers een geruststellende en harmonizerende energie door te geven en zoveel als mogelijk hen te inspireren in hun eigen spirituele zoektocht.

## Werken
Václav Švejcar heeft zijn schilderijen vanaf 1991 door heel Tsjechië veel tentoongesteld, in 1991 ook in New York en  behalve in Tsjechië ook samen met anderen in Duitsland (1990), Oostenrijk (1996, 1997 en 2004) en in Florida, Verenigde Staten (2006). Hij houdt dat op zijn website bij. Zijn beelden verschijnen ook in diverse tijdschriften, boeken en op de hoezen van cd's met spirituele muziek.

## Schilderijen

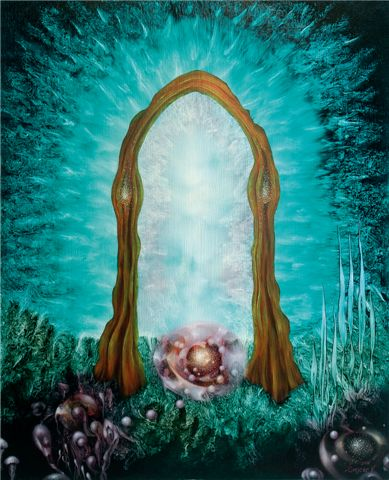
Brána strážce světla
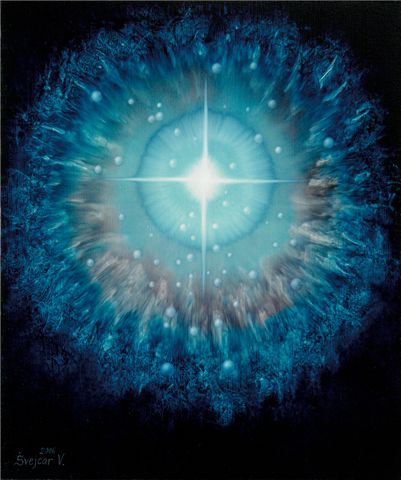
Světlo uspokojení
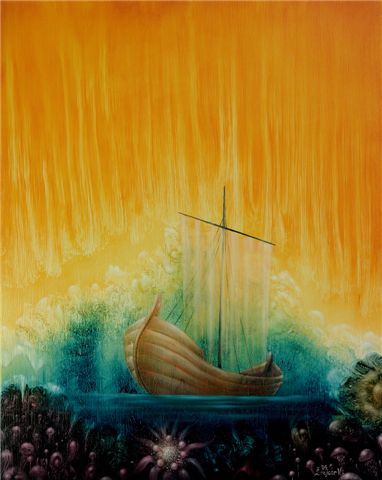
Pocta dávným plavcům
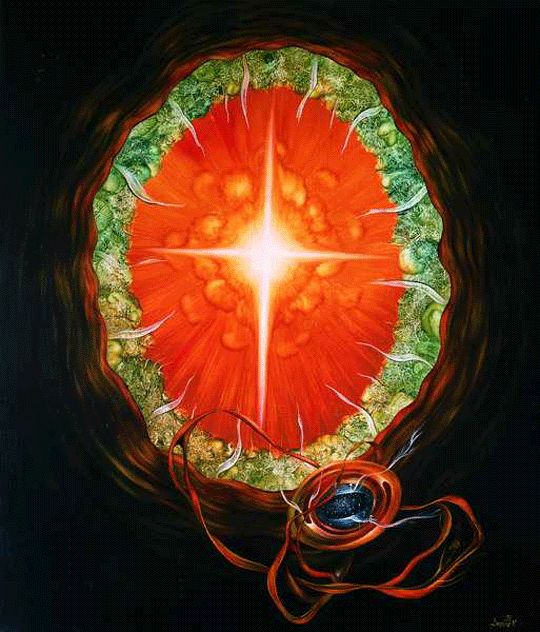
Světlo kříže

## Websites
- (cs)  Obrazy Václava Švejcara. eigen website
- (en) spirit of international art blog, 9 april 2006. gearchiveerd

- Nationale Bibliotheek van Tsjechië: xx0013750
- Virtual International Authority File: 85388471